# Saint-Dizier-la-Tour
Saint-Dizier-la-Tour é uma comuna francesa na região administrativa da Nova Aquitânia, no departamento de Creuse. Estende-se por uma área de 16,99 km². Em 2010 a comuna tinha 205 habitantes (densidade: 12,1 hab./km²).